# Lazlo Bane
Lazlo Bane est un groupe de rock États-Unis, originaire de Santa Monica, en Californie. Ils sont notamment connu pour la chanson Superman qui sert de générique à la série Scrubs et leur collaboration avec Colin Hay des Men at Work.

## Biographie

### Débuts
Les origines du groupe peuvent être retracées lorsque Chad Fischer tournait avec School of Fish à la fin des années 1980 et débuts 1990 comme batteur. Après quelques désaccords avec le producteur, Fischer décide de se lancer en solo. Sans utiliser de mixage audio ou de mastering professionnel, il est forcé d'improviser à la guitare acoustique et avec un dictaphone pour obtenir un son ressemblant à un playback.
Sous le nom de Lazlo Bane, le groupe est initialement signé au label Fish of Death Records, puis à un plus gros label, Almo Sounds, en 1996, avec Fischer qui recrutera le bassiste Chris Link, le guitariste Tim Bright (Telecaster), et un batteur surnommé Chicken pour former son groupe. n août 1996, ils produisent un EP, Short Style, composé de cinq titres, dont une reprise de la chanson Overkill des Men at Work (1983). La chanson est enregistrée avec le chanteur des Men at Work, Colin Hay, qui apparait aussi dans le clip, réalisé par Mark Miremont, et qui atteint la liste de l'année établie par MTV2 en 1997. 
Le 28 janvier 1997, Lazlo Bane publie son premier album, 11 Transistor, qui comprend des chansons originales de Fischer comme Wax Down Wings et la reprise Overkill. Après cette sortie, le groupe tourne aux États-Unis, jouant notamment ua festival Buzz Bake Sale en novembre 1997.

### All the Time in the WorldetBack Sides
En 2002, Lazlo Bane publie un deuxième album, All the Time in the World. Il comprend de nouveaux instruments et effets comme le violon, le saxophone, et le piano — et est enregistré sans ide d'un label, le groupe ayant été renvoyé de leur label Almo après le rachat de ce dernier par Universal Music Group,. Néanmoins, All the Time in the World est reconnaissable pour ses chansons notables comme Superman (utilisée dans la série Scrubs).
En 2005, Chad Fischer compose la bande originale du film Little Manhattan. Elle comprend une nouvelle chanson de Lazlo Bane, Sleepless In Brooklyn et de nombreuses chansons de Chad Fischer. Mais la bande-son du film ne sera jamais publiée, et Sleepless In Brooklyn reste introuvable. Back Sides suit en 2006.

### Guilty Pleasures
En 2007, deux nouveaux albums sont annoncés, dont un album de reprises (Guilty Pleasures) qui est publié le 10 juillet 2007. Chad Fischer produira la bande-son du film The Rocker sorti en 2008. Chicken s'occupera de la bande-son du film Paris, réalisé par Cédric Klapisch. Depuis, la formation publiera deux albums, Nothing Gold Can Stay (2009) et Long Live The Duke and The King (2010).
Le 16 octobre 2012, le groupe publie un EP, Guilty Pleasures the 80's Volume 1.

## Discographie
- 2002 : All the Time in the World

1. "All the Time in the World"
2. "Trampoline"
3. "Superman"
4. "Ship On the Wall"
5. "Gold Miner Dream"
6. "Carbon Copy"
7. "Hold Me"
8. "Out of Steam"
9. "Are You Talking to Me?"
10. "Scene of the Crime"
11. "Breathe Me In"
12. "Crooked Smile"

- 2006 : Back Sides
- 2007 : Guilty Pleasures

- 2012 : Guilty Pleasures the 80's Volume 1